# Suzanne Sjögren
Suzanne Leila Westergren, född Sjögren, den 27 maj 1974 i Stora Hammars församling i Vellinge kommun, är en svensk sportjournalist och TV-profil.

## TV-karriär

### Första åren
Westergren började karriären på SVT med programmen Sydnytt och Lilla Sportspegeln. Hon anställdes 1999 på TV3, där hon under fyra år arbetade med ishockey-VM, Världens starkaste man, Guiness rekord-tv och Champions League. 

### Flytt till TV4
År 2003 anställdes hon av TV4. Hon har sedan dess arbetat med bland annat Fotbolls-EM i Portugal 2004 och Fotbolls-VM 2006 i Tyskland. Suzanne Sjögren har lett TV4:s damfotbollssatsning. Och hon ledde bland annat VM i USA 2003 där finalen sågs av närmare 3,8 miljoner tittare och deltog vid VM 2011 i Tyskland. Tidigare har hon varit programledare för spanska fotbollssändningarna "La Liga" och tillsammans med Challe Berglund lett SM-slutspelet i ishockey. Hon har även varit programledare för Fotbollsgalan två gånger – 2003 tillsammans med Rickard Olsson och Rickard Sjöberg, 2005 tillsammans med Jessica Almenäs.
Under 2010 ledde Westergren TV4:s friidrottssändningar med bland annat inomhus-VM i Qatar, Diamond League-galorna och Friidrotts-EM i Barcelona. Hon lånades dessutom ut till TV4:s program Nyhetsmorgon där hon agerade nyhetsankare för TV4-sporten.

### Flytt till MTG/NENT
Från och med 2018 började Westergren arbeta på MTG/NENT och därmed också Viasat (bytt namn till V Sport) och TV3. Där har hon varit programledare för bland annat EM i handboll i Kroatien, VM i ishockey i Danmark och Viaplay och V Sports studiosändningar av formel 1 under sommaren 2020.

### Andra inhopp
2009 deltog hon och vann säsongsfinalen av Singing Bee Celeb i TV3 och skänkte vinstpengarna på 50 000 för välgörande ändamål till stiftelsen Min Stora Dag.

## Utmärkelser
Suzanne Westergren utsågs 2001 till Sveriges sexigaste kvinna av tidningen Slitz.

## Privatliv
Westergren var under åren 2009–2011 gift med Anders Jensen och de har en dotter tillsammans. Sedan 2024 är hon gift med hoppryttaren Pontus Westergren, som hon tidigare har varit sambo med från år 2012. De fick en son i september 2013.